# دهستان قره‌ناز
دهستان قره‌ناز یکی از دهستان‌های استان آذربایجان شرقی است که در بخش مرکزی شهرستان مراغه واقع شده‌است.